# Cantonul Châteauneuf-de-Randon
Cantonul Châteauneuf-de-Randon este un canton din arondismentul Mende, departamentul Lozère, regiunea Languedoc-Roussillon, Franța.

## Comune
- Arzenc-de-Randon
- Châteauneuf-de-Randon (reședință)
- Chaudeyrac
- Laubert
- Montbel
- Pierrefiche
- Saint-Jean-la-Fouillouse
- Saint-Sauveur-de-Ginestoux